# دوري كرة القاعدة الرئيسي 2004
دوري كرة القاعدة الرئيسي 2004 (بالإنجليزية: 2004 Major League Baseball season)‏ هو الموسم 102 من  دوري كرة القاعدة الرئيسي. أقيم خلال الفترة 2004 وحتى 27 أكتوبر 2004، وأشرف على تنظيمه دوري كرة القاعدة الرئيسي، وكان عدد الأندية المشاركة فيه  30، وفاز فيه بوسطن ريد سوكس.